# Federico Bonazzoli
Federico Bonazzoli (Manerbio, 21 maggio 1997) è un calciatore italiano, attaccante della Cremonese.

## Caratteristiche tecniche
È un attaccante, in grado di giocare sia da centravanti, sia da seconda punta.
Di piede sinistro naturale, è dotato di notevole forza fisica, velocità e potenza di tiro, quest'ultima una qualità che gli torna utile anche in caso di calci da fermo e rigori.

## Carriera

### Club

#### Inizi
Inizia a giocare a calcio nell'U.S.O. Ghedi all'età di 4 anni. Nel 2003 viene destinato dall'Inter al Montichiari e l'anno dopo passa nella squadra meneghina dove fa tutta la trafila nel settore giovanile, mettendosi in mostra per le grandi capacità realizzative.

#### Inter
A farlo esordire con la prima squadra è Walter Mazzarri, che il 4 dicembre 2013 lo impiega, a 16 anni, 6 mesi e 13 giorni, in Coppa Italia contro il Trapani. L'età del giocatore lo rende il secondo esordiente più giovane nella storia del club nerazzurro dal dopoguerra, dopo Giuseppe Bergomi. Il 18 maggio 2014 debutta invece in Serie A, nella sconfitta per 2-1 con il Chievo. Non essendo ancora diciassettenne, viene preceduto dai soli Edgardo Rebosio e Massimo Pellegrini per l'età dell'esordio in A con la maglia interista. Aggregato definitivamente alla prima squadra, il 6 novembre esordisce infine nelle coppe europee, giocando contro il Saint-Étienne in Europa League.
Nel mercato invernale del 2015 viene ceduto alla Sampdoria con diritto di recompra, rimanendo però a Milano sino al termine della stagione. Con la formazione Primavera vince il Torneo di Viareggio, segnando una rete al Verona nella finale vinta per 2-1. Viene anche eletto golden boy della competizione, della quale risulta il miglior marcatore con 5 gol.

#### Sampdoria e gli anni in prestito
In estate si unisce così alla rosa della Sampdoria. In metà stagione a Genova colleziona 7 presenze totali, senza mai segnare.
Nel gennaio 2016 si trasferisce, sempre in prestito, alla Virtus Lanciano in Serie B. Il 13 febbraio segna il primo gol da professionista, nella gara vinta 2-1 contro il Modena. A fine stagione, gli abruzzesi retrocedono in Lega Pro dopo aver perso i play-out con la Salernitana.
Dopo la retrocessione della Virtus Lanciano, l'attaccante passa - ancora con la formula del prestito - al Brescia, con cui rimane in serie cadetta. Conclude la stagione con 25 presenze e 2 gol in campionato.
Nell'estate del 2017 torna alla Sampdoria, con cui gioca la prima gara di campionato prima di essere ceduto in prestito alla SPAL, neopromossa in Serie A. Tra le file della squadra emiliana trova però poco spazio, ottenendo 12 apparizioni senza reti in campionato.
Nel luglio 2018 si accorda con il Padova, facendo così ritorno in Serie B. Il 20 ottobre successivo segna la sua prima rete con la maglia patavina nella partita persa 2-1 in trasferta contro il Crotone. Il 9 marzo 2019 realizza una doppietta decisiva nella vittoria fuori casa per 2-0 contro lo Spezia. Trova spazio come titolare e realizza 8 gol in 35 presenze di campionato, nella stagione che si conclude con la retrocessione del Padova in Serie C alla penultima giornata.

#### Ritorno alla Sampdoria
Nella stagione 2019-2020, Bonazzoli torna alla Sampdoria, prendendo parte al ritiro di Ponte di Legno. Il 25 settembre 2019 segna il suo primo gol in Serie A e con la maglia blucerchiata nella sconfitta per 2-1 contro la Fiorentina. Dopo un lungo infortunio che lo tiene fuori dal campo per quasi quattro mesi e la sospensione del campionato a causa della pandemia di COVID-19, il 28 giugno segna il gol della bandiera nella sfida persa per 1-2 contro il Bologna. Si ripete nelle sfide successive in quanto il 12 luglio segna il gol del sorpasso nella sfida vinta in trasferta a Udine per 1-3, con una spettacolare acrobazia in rovesciata, mentre tre giorni dopo segna la sua prima doppietta in massima serie, nella partita vinta 3-0 contro il Cagliari. Nel turno di campionato successivo, il 19 luglio, si ripete nuovamente segnando la rete decisiva per la vittoria della Sampdoria sul campo del Parma per 2-3, assicurando così ai liguri la matematica permanenza in massima serie; in tutto colleziona 19 presenze e 6 gol in questa stagione.

#### Prestito al Torino
Il 3 settembre 2020 seguente rinnova con il club genovese fino al 2025, ma il 5 ottobre seguente viene ceduto in prestito con obbligo di riscatto al Torino dove ritrova Marco Giampaolo, suo allenatore alla Samp nel 2017. Con i granata segna la prima rete il 26 novembre, nel 2-0 alla Virtus Entella, per il quarto turno di Coppa Italia. A livello di Serie A realizza il suo primo gol il 12 dicembre nella sconfitta per 2-3 contro l'Udinese. Tuttavia in gennaio Giampaolo viene esonerato e sostituito da Davide Nicola, e lo spazio per lui (complice l'acquisto di Antonio Sanabria nel mercato invernale) diminuisce. Ciononostante, il 6 febbraio 2021, va a segno nel pareggio per 3-3 contro l'Atalanta, in cui ha realizzato la terza rete dei suoi, completando la rimonta dei piemontesi che erano sotto di 3 gol.

#### Salernitana e prestito al Verona
Il 3 agosto 2021 viene ceduto nuovamente in prestito, questa volta alla Salernitana. Va subito a segno in maglia granata contro la Reggina nei trentaduesimi di finale di Coppa Italia, siglando entrambi i gol del 2-0 finale. È sua anche la prima marcatura dei campani in campionato nella sfida in trasferta contro il Bologna, persa per 3-2. Il secondo centro in campionato arriva nella vittoria esterna dei granata per 2-1 contro il Venezia, alla decima giornata. Seguiranno le marcature contro Cagliari, Napoli, Genoa, Milan, Sassuolo, Fiorentina, ancora Venezia ed Empoli, a suggello della sua miglior stagione in carriera dal punto di vista realizzativo e riuscendo a garantire alla squadra granata la permanenza in Serie A. Nonostante ciò, fa ritorno alla Sampdoria, con cui inizia la preparazione estiva prima che, il 26 luglio 2022, venga ceduto a titolo definitivo ai campani per circa 5 milioni di euro.
In questa stagione segna però solo 2 gol in 24 apparizioni e il 10 agosto 2023 passa in prestito al Verona. Il 19 agosto, al debutto con gli scaligeri, dopo essere subentrato a Cyril Ngonge, 6 minuti dopo segna subito il gol vittoria in casa dell'Empoli. A partire da novembre, complice la concorrenza nel suo ruolo, trova meno spazio nelle rotazioni di mister Marco Baroni. Termina l'annata totalizzando 24 presenze e mettendo a segno 3 reti. All'inizio del mese di giugno viene annunciato che il giocatore non sarebbe stato riscattato dalla compagine veronese e che a partire dalla fine del mese avrebbe fatto ritorno alla Salernitana.

#### Cremonese
Il 6 agosto 2024 viene acquistato dalla Cremonese. Esordisce con i grigiorossi il 10 agosto in occasione dei trentaduesimi di Coppa Italia contro il Bari in cui entra dalla panchina al minuto 82° e segna il rigore vincente ai calci di rigore. Il primo gol in campionato arriva il 26 ottobre, in occasione del successo per 2-1 contro la Salernitana. Si ripete tre giorni dopo, segnando la rete del momentaneo 0-1 in casa del Modena al 12' minuto.

### Nazionale
Il 21 febbraio 2012 esordisce con l'Under-15 azzurra, nell'amichevole vinta per 4-0 contro i pari età del Belgio. Due giorni più tardi, in un'altra amichevole con i Diavoli Rossi, realizza una doppietta. Il 5 settembre successivo debutta con l'Under-16, segnando un gol alla Svizzera. Con l'Under-17 ha invece partecipato, nel 2013, al Campionato europeo di categoria che ha visto gli azzurrini sconfitti dalla Russia in finale ai rigori. Ha infine giocato anche per le rappresentative Under-18 e Under-19, con cui il 12 ottobre 2014 segna una tripletta a San Marino.
Il 17 novembre 2014 esordisce con la Nazionale Under-21, guidata da Luigi Di Biagio, nella partita amichevole Italia-Danimarca (0-1): all'età di 17 anni, 5 mesi e 27 giorni è il giocatore più giovane ad aver vestito la maglia della rappresentativa. Mantiene questo primato fino al 24 marzo 2016, quando il portiere Gianluigi Donnarumma esordisce con l'Under-21 a 17 anni e 28 giorni.
Torna in Under-21 dopo 3 anni, il 10 ottobre 2017, subentrando a Cutrone nel secondo tempo della partita amichevole contro il Marocco nella quale realizza il suo primo gol con gli Azzurrini. Viene poi convocato per l’Europeo Under-21 2019 come sostituto dell’infortunato Andrea Pinamonti.

## Statistiche

### Presenze e reti nei club
Statistiche aggiornate al 1° giugno 2025.
| Stagione           | Squadra            | Campionato         | Campionato | Campionato | Coppe nazionali | Coppe nazionali | Coppe nazionali | Coppe continentali | Coppe continentali | Coppe continentali | Altre coppe | Altre coppe | Altre coppe | Totale | Totale |
| Stagione           | Squadra            | Comp               | Pres       | Reti       | Comp            | Pres            | Reti            | Comp               | Pres               | Reti               | Comp        | Pres        | Reti        | Pres   | Reti   |
| ------------------ | ------------------ | ------------------ | ---------- | ---------- | --------------- | --------------- | --------------- | ------------------ | ------------------ | ------------------ | ----------- | ----------- | ----------- | ------ | ------ |
| 2013-2014          | Inter              | A                  | 1          | 0          | CI              | 1               | 0               | -                  | -                  | -                  | -           | -           | -           | 2      | 0      |
| 2014-2015          | Inter              | A                  | 4          | 0          | CI              | 1               | 0               | UEL                | 2                  | 0                  | -           | -           | -           | 7      | 0      |
| Totale Inter       | Totale Inter       | Totale Inter       | 5          | 0          |                 | 2               | 0               |                    | 2                  | 0                  |             | -           | -           | 9      | 0      |
| 2015-gen. 2016     | Sampdoria          | A                  | 4          | 0          | CI              | 1               | 0               | UEL                | 2                  | 0                  | -           | -           | -           | 7      | 0      |
| gen.-giu. 2016     | Virtus Lanciano    | B                  | 14+2       | 1          | CI              | -               | -               | -                  | -                  | -                  | -           | -           | -           | 16     | 1      |
| 2016-2017          | Brescia            | B                  | 25         | 2          | CI              | 1               | 0               | -                  | -                  | -                  | -           | -           | -           | 26     | 2      |
| ago. 2017          | Sampdoria          | A                  | 1          | 0          | CI              | 0               | 0               | -                  | -                  | -                  | -           | -           | -           | 1      | 0      |
| 2017-2018          | SPAL               | A                  | 11         | 0          | CI              | 0               | 0               | -                  | -                  | -                  | -           | -           | -           | 11     | 0      |
| 2018-2019          | Padova             | B                  | 35         | 8          | CI              | 2               | 0               | -                  | -                  | -                  | -           | -           | -           | 37     | 8      |
| 2019-2020          | Sampdoria          | A                  | 19         | 6          | CI              | 0               | 0               | -                  | -                  | -                  | -           | -           | -           | 19     | 6      |
| set.-ott. 2020     | Sampdoria          | A                  | 2          | 0          | CI              | 0               | 0               | -                  | -                  | -                  | -           | -           | -           | 2      | 0      |
| Totale Sampdoria   | Totale Sampdoria   | Totale Sampdoria   | 26         | 6          |                 | 1               | 0               |                    | 2                  | 0                  |             | -           | -           | 27     | 6      |
| 2020-2021          | Torino             | A                  | 20         | 2          | CI              | 2               | 1               | -                  | -                  | -                  | -           | -           | -           | 22     | 3      |
| 2021-2022          | Salernitana        | A                  | 32         | 10         | CI              | 1               | 2               | -                  | -                  | -                  | -           | -           | -           | 33     | 12     |
| 2022-2023          | Salernitana        | A                  | 24         | 2          | CI              | 1               | 0               | -                  | -                  | -                  | -           | -           | -           | 25     | 2      |
| Totale Salernitana | Totale Salernitana | Totale Salernitana | 56         | 12         |                 | 2               | 2               |                    | -                  | -                  |             | -           | -           | 58     | 14     |
| 2023-2024          | Verona             | A                  | 24         | 3          | CI              | 0               | 0               | -                  | -                  | -                  | -           | -           | -           | 24     | 3      |
| 2024-2025          | Cremonese          | B                  | 26+2       | 6+0        | CI              | 1               | 0               | -                  | -                  | -                  | -           | -           | -           | 29     | 6      |
| Totale carriera    | Totale carriera    | Totale carriera    | 246        | 40         |                 | 11              | 3               |                    | 4                  | 0                  |             | -           | -           | 261    | 43     |

### Cronologia presenze e reti in nazionale
| Cronologia completa delle presenze e delle reti in nazionale ― Italia under 21 | Cronologia completa delle presenze e delle reti in nazionale ― Italia under 21 | Cronologia completa delle presenze e delle reti in nazionale ― Italia under 21 | Cronologia completa delle presenze e delle reti in nazionale ― Italia under 21 | Cronologia completa delle presenze e delle reti in nazionale ― Italia under 21 | Cronologia completa delle presenze e delle reti in nazionale ― Italia under 21 | Cronologia completa delle presenze e delle reti in nazionale ― Italia under 21 | Cronologia completa delle presenze e delle reti in nazionale ― Italia under 21 |
| Data                                                                           | Città                                                                          | In casa                                                                        | Risultato                                                                      | Ospiti                                                                         | Competizione                                                                   | Reti                                                                           | Note                                                                           |
| ------------------------------------------------------------------------------ | ------------------------------------------------------------------------------ | ------------------------------------------------------------------------------ | ------------------------------------------------------------------------------ | ------------------------------------------------------------------------------ | ------------------------------------------------------------------------------ | ------------------------------------------------------------------------------ | ------------------------------------------------------------------------------ |
| 17-11-2014                                                                     | Matera                                                                         | Italia under 21                                                                | 0 – 1                                                                          | Danimarca under 21                                                             | Amichevole                                                                     | -                                                                              | 84’                                                                            |
| 10-10-2017                                                                     | Ferrara                                                                        | Italia under 21                                                                | 4 – 0                                                                          | Marocco under 21                                                               | Amichevole                                                                     | 1                                                                              | 62’                                                                            |
| 14-11-2017                                                                     | Frosinone                                                                      | Italia under 21                                                                | 3 – 2                                                                          | Russia under 21                                                                | Amichevole                                                                     | -                                                                              | 65’                                                                            |
| 25-5-2018                                                                      | Estoril                                                                        | Portogallo under 21                                                            | 3 – 2                                                                          | Italia under 21                                                                | Amichevole                                                                     | 1                                                                              | 55’                                                                            |
| 29-5-2018                                                                      | Besançon                                                                       | Francia under 21                                                               | 1 – 1                                                                          | Italia under 21                                                                | Amichevole                                                                     | -                                                                              | 76’                                                                            |
| 6-9-2018                                                                       | Dunajská Streda                                                                | Slovacchia under 21                                                            | 3 – 0                                                                          | Italia under 21                                                                | Amichevole                                                                     | -                                                                              | 58’                                                                            |
| 15-10-2018                                                                     | Vicenza                                                                        | Italia under 21                                                                | 2 – 0                                                                          | Tunisia under 21                                                               | Amichevole                                                                     | -                                                                              | 60’                                                                            |
| 21-3-2019                                                                      | Trieste                                                                        | Italia under 21                                                                | 0 – 0                                                                          | Austria under 21                                                               | Amichevole                                                                     | -                                                                              | 70’                                                                            |
| 22-6-2019                                                                      | Reggio Emilia                                                                  | Belgio under 21                                                                | 1 – 3                                                                          | Italia under 21                                                                | Europeo Under-21 2019 - 1º turno                                               | -                                                                              | 79’                                                                            |
| Totale                                                                         |                                                                                | Presenze                                                                       | 9                                                                              |                                                                                | Reti                                                                           | 2                                                                              |                                                                                |

| Cronologia completa delle presenze e delle reti in nazionale ― Italia under 20 | Cronologia completa delle presenze e delle reti in nazionale ― Italia under 20 | Cronologia completa delle presenze e delle reti in nazionale ― Italia under 20 | Cronologia completa delle presenze e delle reti in nazionale ― Italia under 20 | Cronologia completa delle presenze e delle reti in nazionale ― Italia under 20 | Cronologia completa delle presenze e delle reti in nazionale ― Italia under 20 | Cronologia completa delle presenze e delle reti in nazionale ― Italia under 20 | Cronologia completa delle presenze e delle reti in nazionale ― Italia under 20 |
| Data                                                                           | Città                                                                          | In casa                                                                        | Risultato                                                                      | Ospiti                                                                         | Competizione                                                                   | Reti                                                                           | Note                                                                           |
| ------------------------------------------------------------------------------ | ------------------------------------------------------------------------------ | ------------------------------------------------------------------------------ | ------------------------------------------------------------------------------ | ------------------------------------------------------------------------------ | ------------------------------------------------------------------------------ | ------------------------------------------------------------------------------ | ------------------------------------------------------------------------------ |
| 23-3-2017                                                                      | Piła                                                                           | Polonia under 20                                                               | 3 – 1                                                                          | Italia under 20                                                                | Torneo Quattro Nazioni                                                         | -                                                                              | 65’                                                                            |
| 5-9-2017                                                                       | Imola                                                                          | Italia under 20                                                                | 6 – 1                                                                          | Polonia under 20                                                               | Torneo Quattro Nazioni                                                         | 2                                                                              | 69’                                                                            |
| 5-10-2017                                                                      | Gorgonzola                                                                     | Italia under 20                                                                | 1 – 5                                                                          | Inghilterra under 20                                                           | Torneo Quattro Nazioni                                                         | -                                                                              | 36’ - 80’                                                                      |
| 22-3-2018                                                                      | Plzeň                                                                          | Rep. Ceca under 20                                                             | 1 – 0                                                                          | Italia under 20                                                                | Torneo Quattro Nazioni                                                         | -                                                                              | 80’                                                                            |
| 27-3-2018                                                                      | Imola                                                                          | Italia under 20                                                                | 2 – 3                                                                          | Svizzera under 20                                                              | Torneo Quattro Nazioni                                                         | 1                                                                              |                                                                                |
| 25-4-2018                                                                      | Manzano                                                                        | Italia under 21                                                                | 3 – 0                                                                          | Croazia under 21                                                               | Amichevole                                                                     | -                                                                              | 39’                                                                            |
| Totale                                                                         |                                                                                | Presenze                                                                       | 6                                                                              |                                                                                | Reti                                                                           | 3                                                                              |                                                                                |

## Palmarès

### Club
- Torneo di Viareggio: 1

Inter: 2015

### Individuale
- Capocannoniere del Torneo di Viareggio: 1

2015 (5 gol a pari merito con Accursio Bentivegna)
- Golden Boy del Torneo di Viareggio: 1

2015